# Mektoub (film 1997)
Mektoub è un film del 1997 diretto da Nabil Ayouch.

## Trama
Sophia è la moglie del dottor Taoufik, giovane medico di Casablanca che si è appena stabilito in Marocco dopo dieci anni di studi negli Stati Uniti. Sophia viene rapita durante una cena a Tangeri, poi violentata e abbandonata sui marciapiedi della città.